# Königsbrunn am Wagram
Königsbrunn am Wagram osztrák mezőváros Alsó-Ausztria Tullni járásában. 2022 januárjában 1412 lakosa volt. 

## Elhelyezkedése

Königsbrunn am Wagram a Tullni járásban

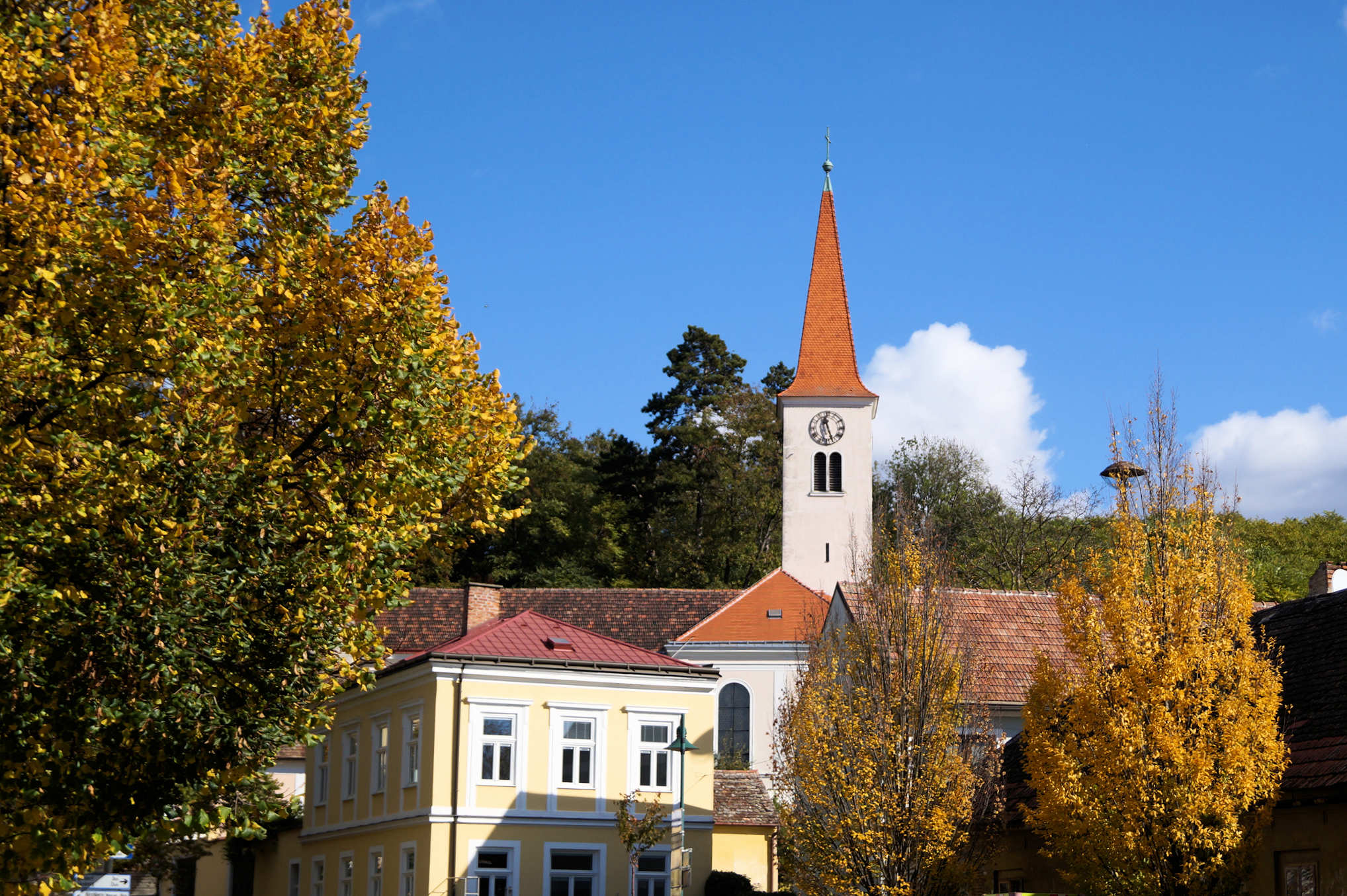
A Keresztelő Szt. János-plébániatemplom

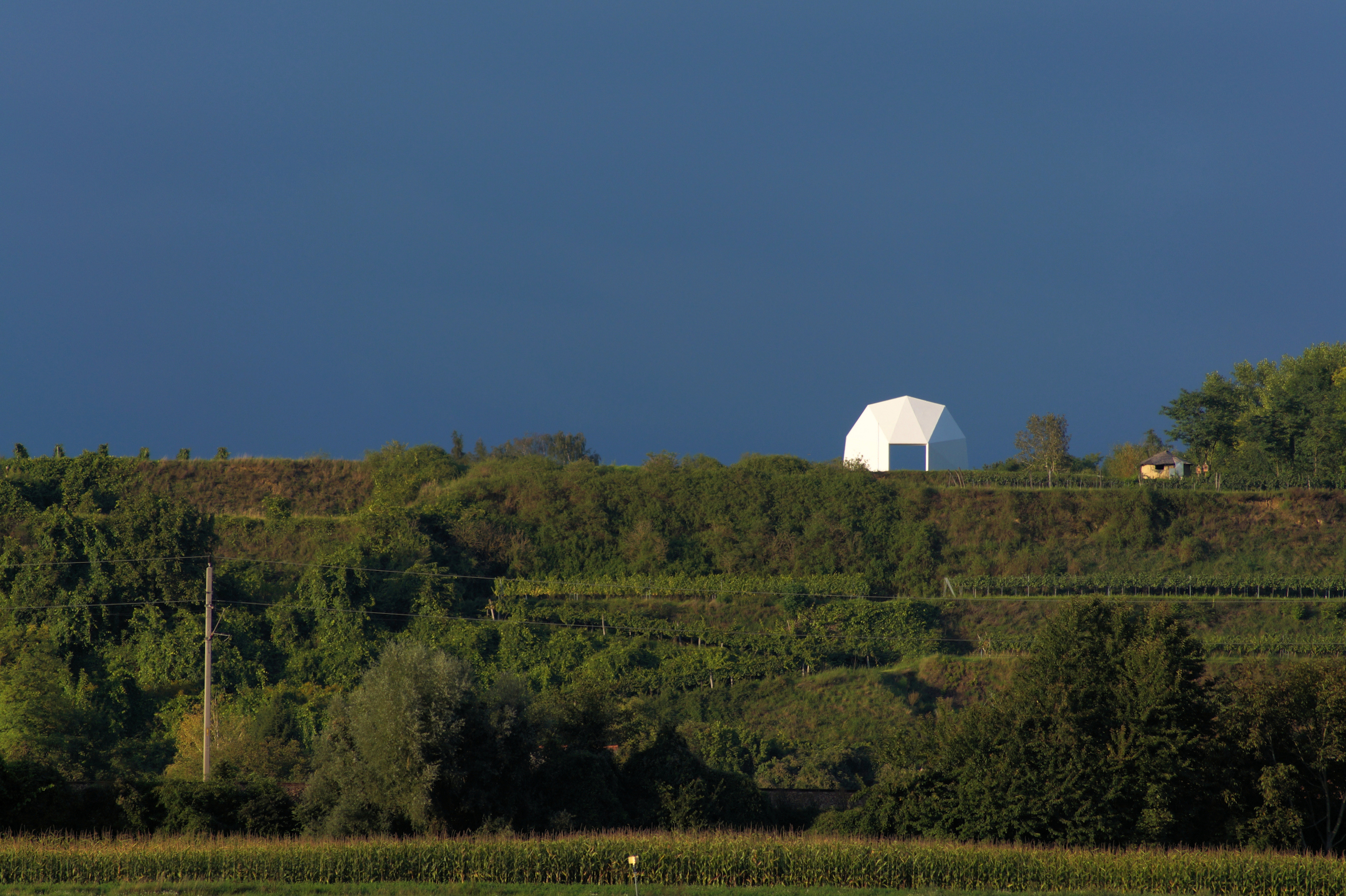
A WagramFenster

Königsbrunn am Wagram a tartomány Weinviertel régiójában fekszik a Dunától északra (egy kis része túlnyúlik a folyó déli partjára is). Területének északi része a Wagram dombságához, déli a Tullni-medencéhez tartozik. Területének 21,5%-a erdő, 2,8% szőlő, 65% áll egyéb mezőgazdasági művelés alatt. Az önkormányzat 6 települést egyesít: Bierbaum am Kleebühel (295 lakos 2022-ben), Frauendorf an der Au (174), Hippersdorf (171), Königsbrunn am Wagram (557), Utzenlaa (149) és Zaußenberg (66).
A környező önkormányzatok: keletre Absdorf, délkeletre Tulln an der Donau, délre Langenrohr, délnyugatra Zwentendorf an der Donau, nyugatra Kirchberg am Wagram, északra Großweikersdorf, északkeletre Stetteldorf am Wagram. 	

## Története
1968-ban az addig önálló Hippersdorf, Zaußenberg és Königsbrunn am Wagram községek egyesültek. 1972-ben Bierbaum am Kleebühelt is a nagyközséghez csatolták. 1981-ben az önkormányzatot mezővárosi rangra emelték. 2015-ben állomását a Ferenc József-vasútvonalon megszüntették. 

## Lakosság
A Königsbrunn am Wagram-i önkormányzat területén 2022 januárjában 1412 fő élt. A lakosságszám 1991 óta gyarapodó tendenciát mutat. 2020-ban az ittlakók 93,3%-a volt osztrák állampolgár; a külföldiek közül 1,4% a régi (2004 előtti), 2,5% az új EU-tagállamokból érkezett. 2,2% az egykori Jugoszlávia (Szlovénia és Horvátország nélkül) vagy Törökország, 0,6% egyéb országok polgára volt. 2001-ben a lakosok 90,6%-a római katolikusnak, 3% mohamedánnak, 4,5% pedig felekezeten kívülinek vallotta magát. Ugyanekkor 2 magyar élt a mezővárosban; a legnagyobb nemzetiségi csoportot a németek (94,7%) mellett a törökök alkották 1,3%-kal.
A népesség változása:

| 2016 | 1 325 |
| 2018 | 1 319 |

## Látnivalók
- a königsbrunni Keresztelő Szt. János-plébániatemplom
- a bierbaumi Szt. Lőrinc-plébániatemplom
- a WagramFenster szabadtéri színpad

## Fordítás
- Ez a szócikk részben vagy egészben  a   Königsbrunn am Wagram című német Wikipédia-szócikk ezen változatának fordításán alapul.  Az eredeti cikk szerkesztőit annak laptörténete sorolja fel. Ez a jelzés csupán a megfogalmazás eredetét és a szerzői jogokat jelzi, nem szolgál a cikkben szereplő információk forrásmegjelöléseként.